# Abraham Ecchellensis
Abraham Ecchellensis (* 18. Februar 1605, Haquil; † 15. Juni 1664, Rom), auch Abraham Ekchellensis (aus arabisch إبراهيم الحاقلاني, DMG Ibrāhīm ibn Ibrāhīm ibn Dāwūd Ḥāqilānī) war ein maronitischer Theologe und Sprachwissenschaftler.

## Leben
Abraham Ecchellensis wurde in dem Dorf Haquil (auch Hekel oder Ecchel) im Libanon-Gebirge, Syrien geboren, woraus sein Nachname abgeleitet wird. Er erhielt seine Ausbildung am maronitischen Kollegium in Rom und promovierte dort zum Doktor der Theologie und Philosophie. Er wurde zum Diakon geweiht und lehrte
Arabisch und Syrisch in Pisa. In gleicher Eigenschaft war er später am Kollegium der Propaganda in Rom tätig, zu welchem er von Urban VIII. berufen wurde. Ecchellensis war einer der ersten Förderer der syrischen Studien in Europa, seine 1628 publizierte syrische Grammatik stand lange in hohem Ansehen.

1640 ging er nach Paris, um an Gay-Michel Le Jay’s Pariser Polyglotte mitzuarbeiten. Ecchellensis übersetzte das Buch Rut ins Lateinische und Arabische und das 3. Buch der Makkabäer ins Arabische. Allerdings brach er bereits 1642 seine Mitarbeit aufgrund von Meinungsverschiedenheiten ab. Ecchellensis nahm seine Lehrtätigkeit in Rom wieder auf, ging aber 1645 als Professor für Syrisch und Arabisch an die Pariser Sorbonne.
1653 kehrte er zurück nach Rom, wo er bis zu seinem Tod 1664 lebte. Für das Kollegium der Propaganda arbeitete er dort an einer Bibelübersetzung ins Arabische mit. Er veröffentlichte außerdem mehrere Übersetzungen arabischer Schriften in Lateinische, wovon die bedeutendste das Chronicon orientale des Ibn ar-Râhib ist, eine Geschichte alexandrinischer Patriarchen.
Ecchellensis engagierte sich in einer interessanten Kontroverse mit John Selden über die historischen Grundlagen des bischöflichen Kirchenregiments, was ihn dazu veranlasste seine Streitschrift für Episkopat und Papst gegen den Presbyterianismus des John Selden (1661) zu veröffentlichen. Zusammen mit Giovanni Alfonso Borelli veröffentlichte er eine kommentierte lateinische Übersetzung des 5., 6., und 7. Buches der Kegelschnitte des Geometrikers Apollonios von Perge (1661).

## Werke (Auswahl)
- 1628 – Linguae Syriacae, sive Chaldaicae perbrevis institutio, ad eiusdem nationis studiosos adolescentes (Rom);
- 1641 – Synopsis propositorum sapientiae arabum philosophorum (Paris, Kardinal Richelieu gewidmet);
- 1651 – Chronicon orientale (Paris) des Ibn ar-Râhib (Übersetzung aus dem Arabischen)
- 1653 – Tractatus continens catalogum librorum Caldaeorum tam Ecclesiasticorum quam profanorum, latinitate donatus, et notis illustratus (Rom, Kardinal Antonio Barberini gewidmet);
- 1655 – Concordia nationum christianarum orientalium ... in fidei catholicae dogmate (Moguntiae, gemeinsam mit Leo Allatius);
- 1661 – Eutychius Patriarcha Alexandrinus vindicatus et suis restitutus orientalibus (Rom)
- 1661 – Apollonii Pergaei conicorum lib. V, VI, VII paraphraste Abalphato Asphahanensi (Übersetzung aus dem Arabischen in das Lateinische).